# Haemanthus pauculifolius
Haemanthus pauculifolius là một loài thực vật có hoa trong họ Amaryllidaceae. Loài này được Snijman & A.E.van Wyk mô tả khoa học đầu tiên năm 1993.